# Dikraneura
Dikraneura — рід цикадок із ряду клопів.

## Опис
Цикадки довжиною близько 3—4 мм. Помірно стрункі, жовтувато-зелені. На території колишнього СРСР водяться 3 види.

## Види
- Dikraneura aridella (J. Sahlberg, 1871)
- Dikraneura variata Hardy, 1850